# Еусебіо Аяла
Еусебіо Аяла (ісп. Eusebio Ayala, Барреро-Ґранде, 14 серпня 1875 — Буенос-Айрес, 4 червня 1942) — парагвайський політик, член Ліберальної партії, президент країни з 7 листопада 1921 по 12 травня 1923 року і знову з 15 серпня 1932 по 17 лютого 1936 року.